# Ankou
Pour l’article homonyme, voir L'Ankou.
Œuvres principales
- Barzaz Breizh

L'Ankou (en breton KLT : an Ankoù ; en breton vannetais : en Ankeu) est une personnification spectrale de la communauté des morts. 
Il est associé à la mort en Basse-Bretagne, dans le cadre lignager ou paroissial, comme son serviteur (obererour ar maro). C'est un personnage de premier plan dans la mythologie bretonne, souvent présent dans la tradition orale et les contes bretons.
Il est représenté soit par un vieil homme très grand et très mince soit par un squelette recouvert d'un linceul, tenant dans sa main une flèche ou une faux montée à l'envers pour trancher les âmes. Il collecte ces âmes dans sa charrette ou sur son bateau quand il est sur le littoral.
L'Ankou est parfois, à tort, confondu avec le diable, très présent aussi dans la mythologie bretonne.

## Étymologie
Le nom de l'Ankou lui vient d’un dérivé en -awos sur l'indo-européen *n̥ku- « la mort » / « le mort », moyen gallois angheu, en cornique : ankow, vieil irlandais éc.

## Origine
L'Ankou semble être un héritage de la mythologie celtique : un dieu dont la fonction est la perpétuation des cycles vitaux, comme la naissance et la mort, les saisons ou le cycle jour-nuit. Bien qu'on lui attribue désormais la faux ou la pique, son arme canonique est le « maillet béni »[réf. souhaitée]. Certains traits indiquent sa proximité avec le dieu gaulois Sucellos et le dieu irlandais Eochaid Ollathair, ou Dagda, qui tuent et donnent la vie avec leur arme, maillet ou massue. L'Ankoù est une figure panbrittonique de cette fonction, et est appelé Anghau au Pays de Galles et Ankow en Cornouailles (Angleterre). Sa fonction a par la suite été réduite à la seule mort.
Le mot est masculin en breton et selon Dom Le Pelletier, dans son dictionnaire étymologique paru en 1752, il serait tout simplement le pluriel de anken qui désigne l'angoisse, la peine. Ankoù est proche de ankouaat, ou ankounac'haat, qui signifient « oublier » dans le dictionnaire Geriaoueg Sant-Ivi d'Alan Heusaff.
Dans le chant initiatique Ar rannoù (Les séries) qui introduit le Barzaz Breiz, célèbre recueil de chants traditionnels de Bretagne, il apparaît dans la dernière série comme le père de l'Anken (signifiant "angoisse" ou "douleur morale" en breton) : « Hep rann ar red hepken, Ankoù tad an Anken, netra kent, netra ken ! » (Sans série plus que la nécessité unique et l'Ankoù père de la douleur, rien avant, rien de plus).

## Description
On dépeint l'Ankou tantôt comme un homme très grand et très maigre, les cheveux longs et blancs, la figure ombragée d'un large feutre ; tantôt sous la forme d'un squelette drapé d'un linceul, et dont la tête vire sans cesse au haut de la colonne vertébrale, comme une girouette autour de sa tige de fer, afin qu'il puisse embrasser d'un seul coup d'œil toute la région qu'il a mission de parcourir.

« L'Ankou est un vieil homme un peu voûté, aux longs cheveux blancs, très grand et d'une extrême maigreur. Il est vêtu d'une veste noire à longues basques et de braies nouées au-dessus du genou. Il porte également un feutre noir à larges bords qui masque une grande partie de son visage particulièrement hideux.
Un visage sans nez, une bouche grimaçante qui s'étire d'une oreille à l'autre. À la place des yeux, deux trous noirs au fond desquels brûlent deux petites chandelles blanches[source insuffisante]. »

## Rôle et attributs
L'Ankou ne représente pas la mort en elle-même (dont le nom est issu de *mrt-), mais son serviteur : son rôle est de collecter les âmes des défunts.
On dit aussi que celui qui aperçoit l'Ankou meurt dans l'année. Remplissant ainsi un rôle de « passeur d'âmes », l'Ankou est à considérer comme une entité psychopompe.

### Acquisition du rôle
Si l'Ankou est considéré comme étant le dernier mort du mois de décembre, on rapporte parfois que le premier mort de l'année devient son domestique (komis an Ankou : "le commis de l'Ankou" en breton) pour l'aider dans sa tâche.

Voici comment le décrit Anatole Le Braz dans son recueil de légendes La Légende de la Mort :

« L'Ankou est l'ouvrier de la mort (oberour ar marv).
Le dernier mort de l'année, dans chaque paroisse, devient l'Ankou de cette paroisse pour l'année suivante. Quand il y a eu, dans l'année, plus de décès que d'habitude, on dit en parlant de l'Ankou en fonction : War ma fé, eman zo un Ankou drouk (Sur ma foi, celui-ci est un Ankou méchant). »

### Transport et outils
L'Ankou est accompagné de sa charrette grinçante les âmes des défunts récents. Cette charrette est nommée karr an Ankoù ou karrig an Ankou, « char de l'Ankou », ou karrigell an Ankou « brouette, petit chariot ». Lorsqu'un vivant entend le bruit de la charrette (wig ha wag !), c'est qu'il (ou selon une autre version, quelqu'un de son entourage) ne va pas tarder à passer de vie à trépas.

Le long du littoral de la Basse-Bretagne, le Bag noz (le "bateau de nuit") est au monde maritime breton l'équivalent du karrig an Ankoù sur la terre. Paul Sébillot décrit cette croyance : 

« À l'île de Sein, l'homme de barre du Bag noz est le dernier noyé de l'année. Une femme dont le mari était disparu en mer sans que le corps ait été retrouvé, l'aperçut qui tenait la barre, un jour que le Bag noz passait tout près d'une des pointes de l'île. Ce bateau se montre lorsque quelque sinistre doit se produire dans les environs ; il apparaît sous une forme assez indécise à la tombée de la nuit ; son équipage pousse des cris à fendre l'âme ; mais sitôt qu'on veut s'en approcher, la vision disparaît. (...) [À Audierne] il est commandé par le premier mort de l'année »

Les gens du littoral parlent d'une barque, Bag noz (« la barque de nuit »), à la place de la charrette, dans laquelle l'Ankoù recueille les anaon, les âmes des trépassés, qu'il transporte vers les rives de l'au-delà.
Dans l'un et l'autre cas, il tient à la main une faux. Celle-ci diffère des faux ordinaires, en ce qu'elle a le tranchant tourné en dehors. Aussi l'Ankou ne la ramène-t-il pas à lui, quand il fauche ; contrairement à ce que font les faucheurs de foin et les moissonneurs de blé, il la lance en avant.
On le dit parfois porteur du mell beniguet (« maillet béni »), utilisé pour hâter le trépas des agonisants.

### Habitat
Pour les Cornouaillais l'Ankou a son principal domaine dans les monts d'Arrée, où il règne en maître, et les âmes des trépassés dépendent entièrement de lui ; celles-ci fréquentent les marais, les gorges de rivières, les recoins obscurs...

## Représentation

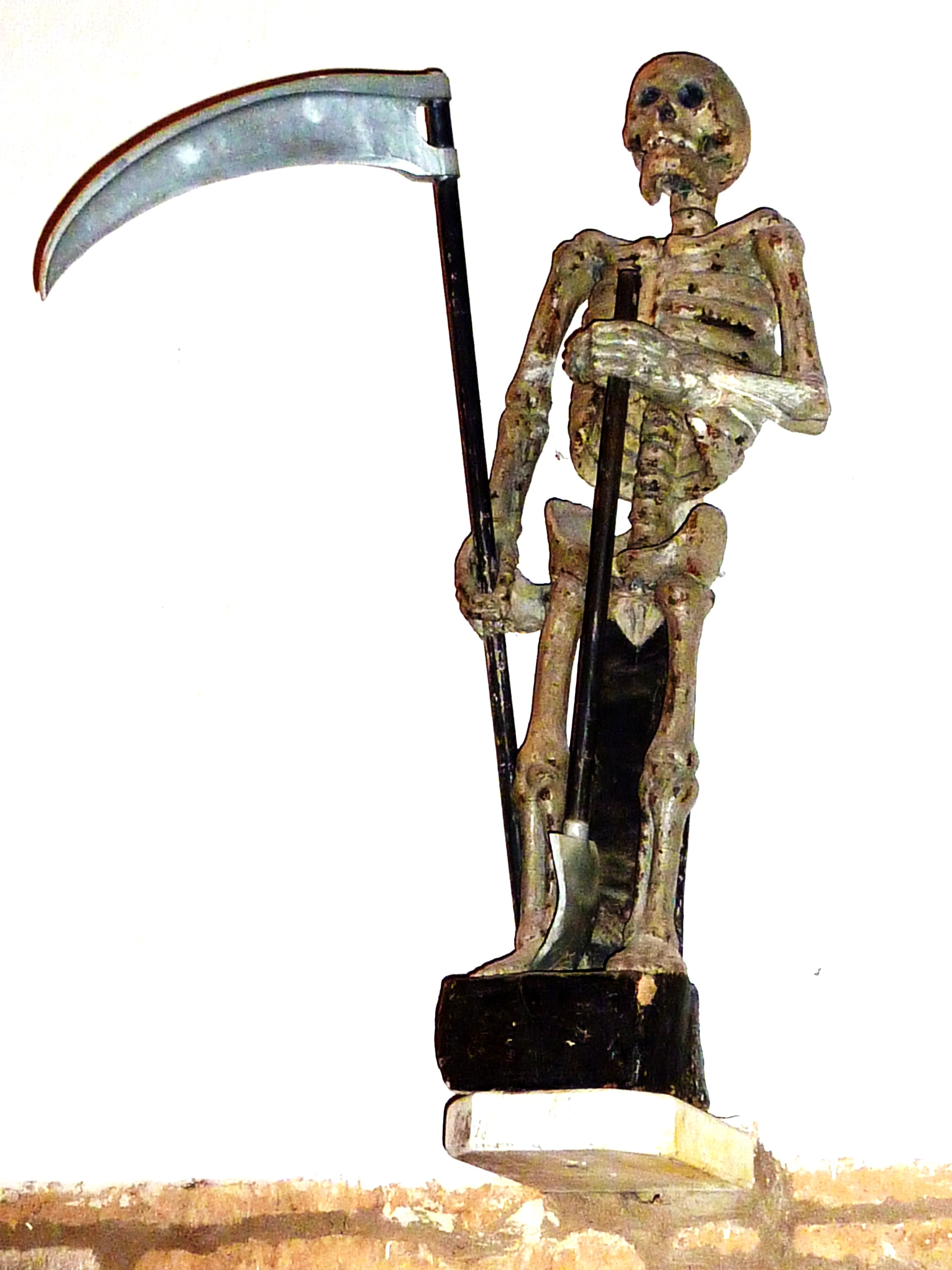
Église paroissiale Saint-Milliau : la statue de l'Ankou.

Graphiquement il est représenté comme un être sans âge, d'aspect non distinct puisque couvert par une cape, souvent noire (ou d'un linceul). Contrairement aux représentations squelettiques de la mort, l'Ankou est la plupart du temps représenté comme un être de chair, puisqu'il a été homme un jour. Cependant, les figurations sculptées de l'Ankou de certaines églises (La Martyre) le présentent en squelette aux orbites creuses, armé d'une flèche ou d'une faux.
Si l'Ankou est souvent représenté en Bretagne, son char l'est beaucoup moins : deux sablières, l'une datant du XVIe siècle dans l'église Notre-Dame de Grâces, l'autre dans le porche de l'église Saint-Pierre de Plougras.

## Toponymes
Des lieux-dits font aussi référence à l'Ankou : le Roc'h an Ankou est un sommet des montagnes Noires près de Gourin ; Porzh an Ankou se trouve à Louargat ; Poulancou à Ploubezre ; etc.

## L'Ankou en Haute-Bretagne
Bien que l'Ankou soit considéré comme appartenant avant tout à la tradition orale de Basse-Bretagne, on oublie bien souvent qu'il a également existé dans l'imaginaire collectif de Haute-Bretagne, en zone gallèse ou en zone débretonnisée entre le XIIe siècle et le XVIIe siècle selon les lieux, avec plus ou moins de similitudes. Ainsi à Moncontour (Côtes-d'Armor), on retrouve notamment le charyo d'la mort, transcription gallo pour « le charriot de la mort », c'est-à-dire « la charrette de la mort ». Dans le pays nantais, le dialecte roman local a même conservé le terme breton d'« ankou », particulièrement au nord-ouest de Nantes (pays historique de La Mée)[réf. souhaitée].

## L'Ankou dans la culture
L'Ankou fait de multiples apparitions dans les contes et légendes de Bretagne (La Légende de la mort, d'Anatole Le Braz, par exemple) ou en tant que sculpture.

### Statuaire
Des statues de l'Ankou existent notamment à :
- Ploumilliau (église paroissiale Saint-Millau).
- Morlaix (musée des Jacobins) ; la statue provient de l'église de Ploumilliau.
- Brasparts : deux représentations sur les pignons de l'ossuaire.
- Bulat-Pestivien : deux représentations dans l'église paroissiale Notre-Dame.
- La Martyre : sur le bénitier du porche de l'église paroissiale Saint-Salomon.
- Noyal-Pontivy : sur un rampant au nord-ouest de l'église paroissiale.
- Ploudiry : sur l'ossuaire.
- La Roche-Maurice : sur l'ossuaire de la chapelle Sainte-Anne (avec l'inscription  « Je vous tue tous »).
- Landivisiau : sur l'ossuaire de l'église Saint-Thuriau.
- Cléden-Poher : sur l'ossuaire.
- Lannédern : sur l'ossuaire.
- Plémet : sur un vitrail de la chapelle Saint-Lubin.
- Saint-Hervé : sur la voûte du porche sud de l'église paroissiale.
- Carnoët : sur un rampant de la chapelle Saint-Gildas.
- Saint-Georges-de-Chesné : dans le porche de l'église paroissiale.

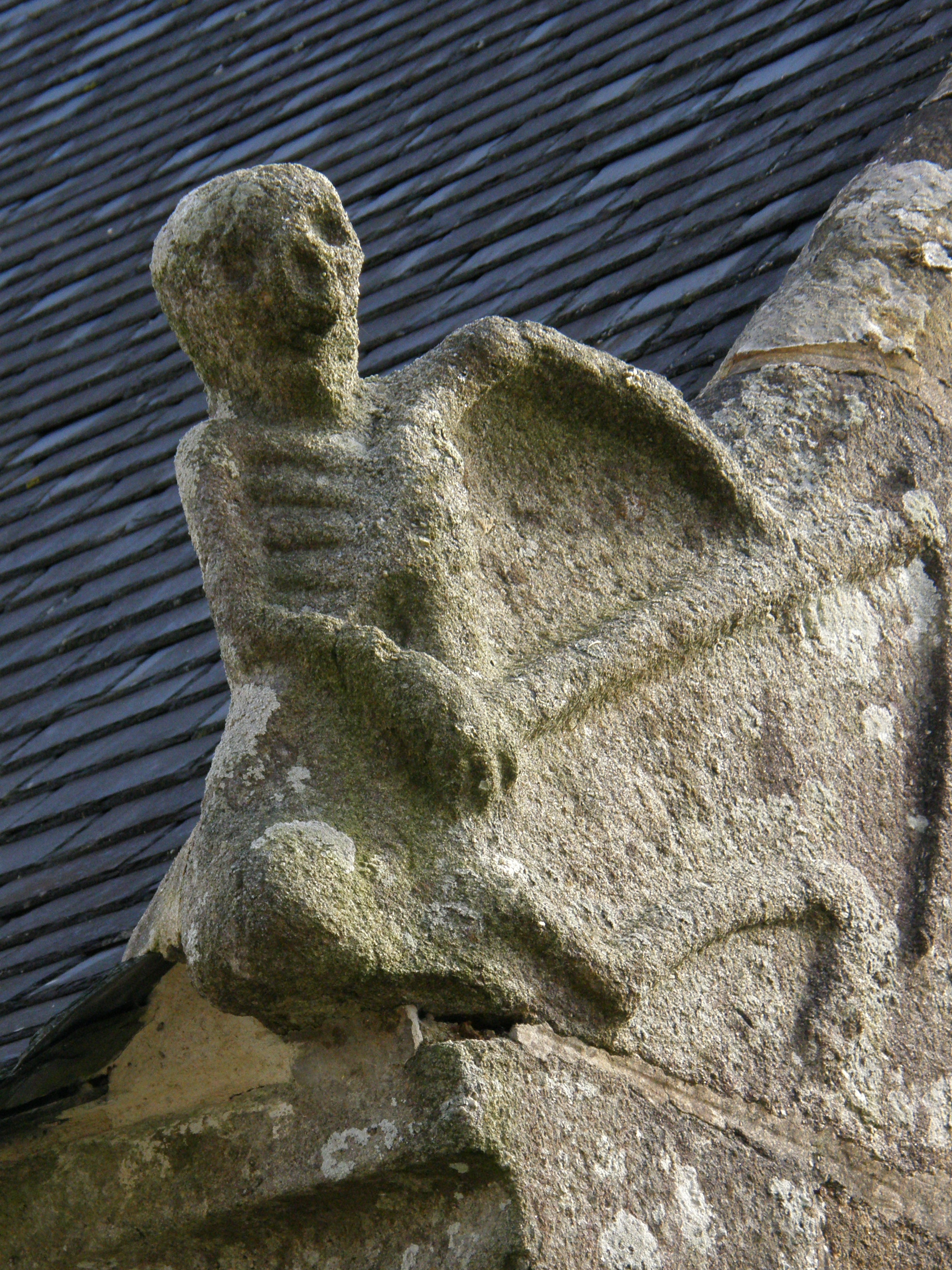
L'ankou représenté sur l'ossuaire de Brasparts 1.
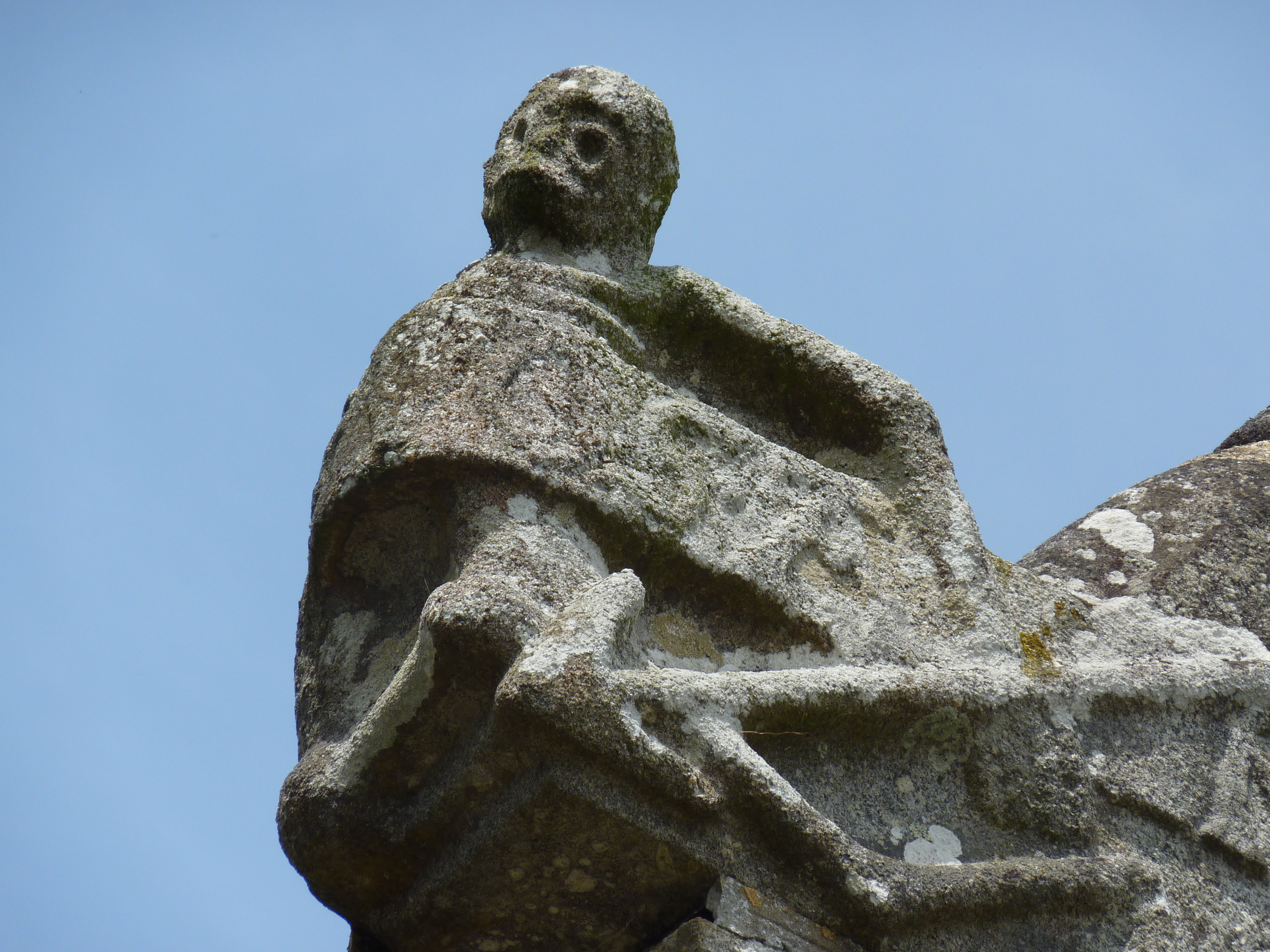
L'Ankou représenté sur l'ossuaire de Brasparts 2.
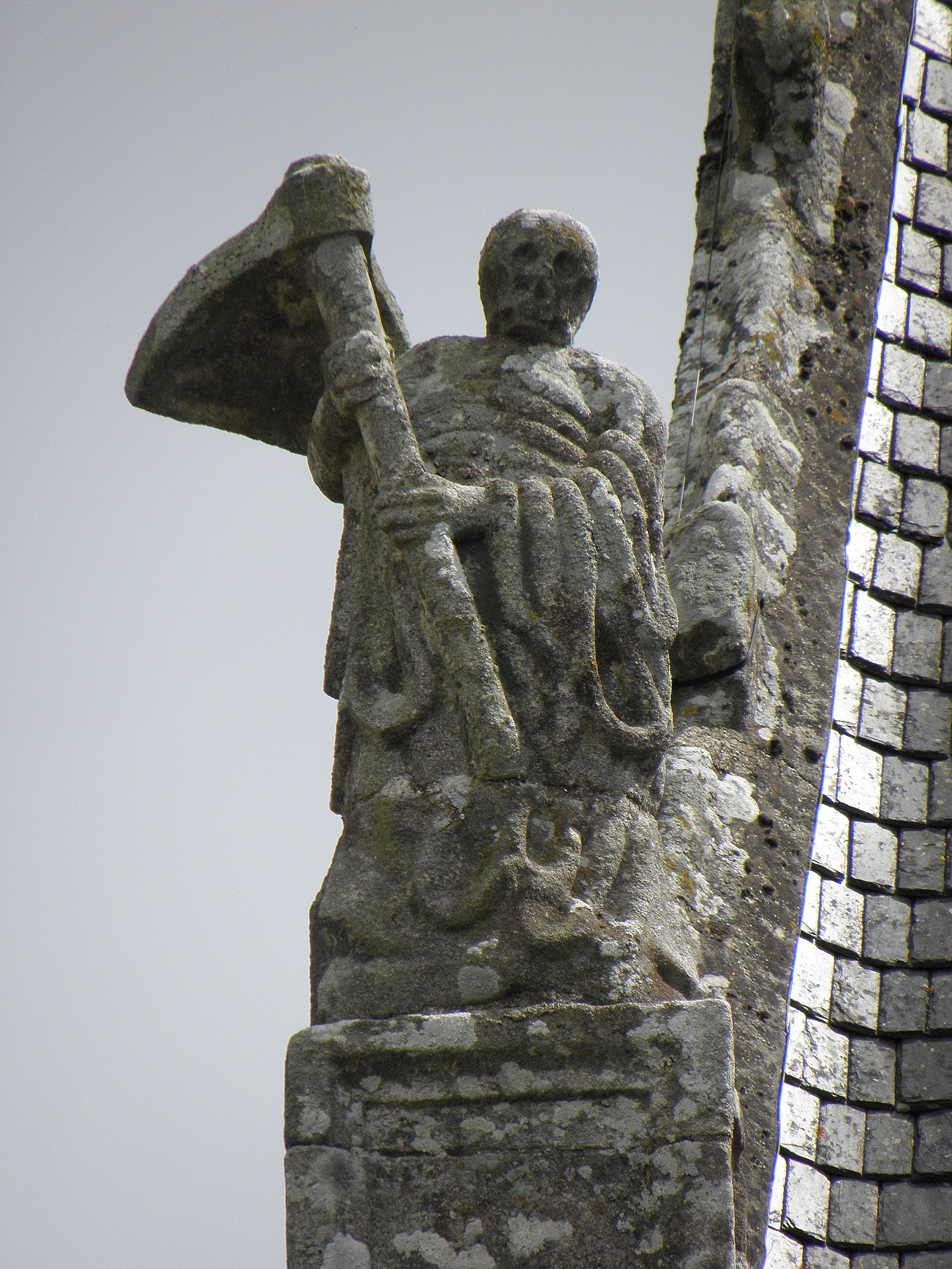
L'Ankou représenté sur l'église de Noyal-Pontivy.
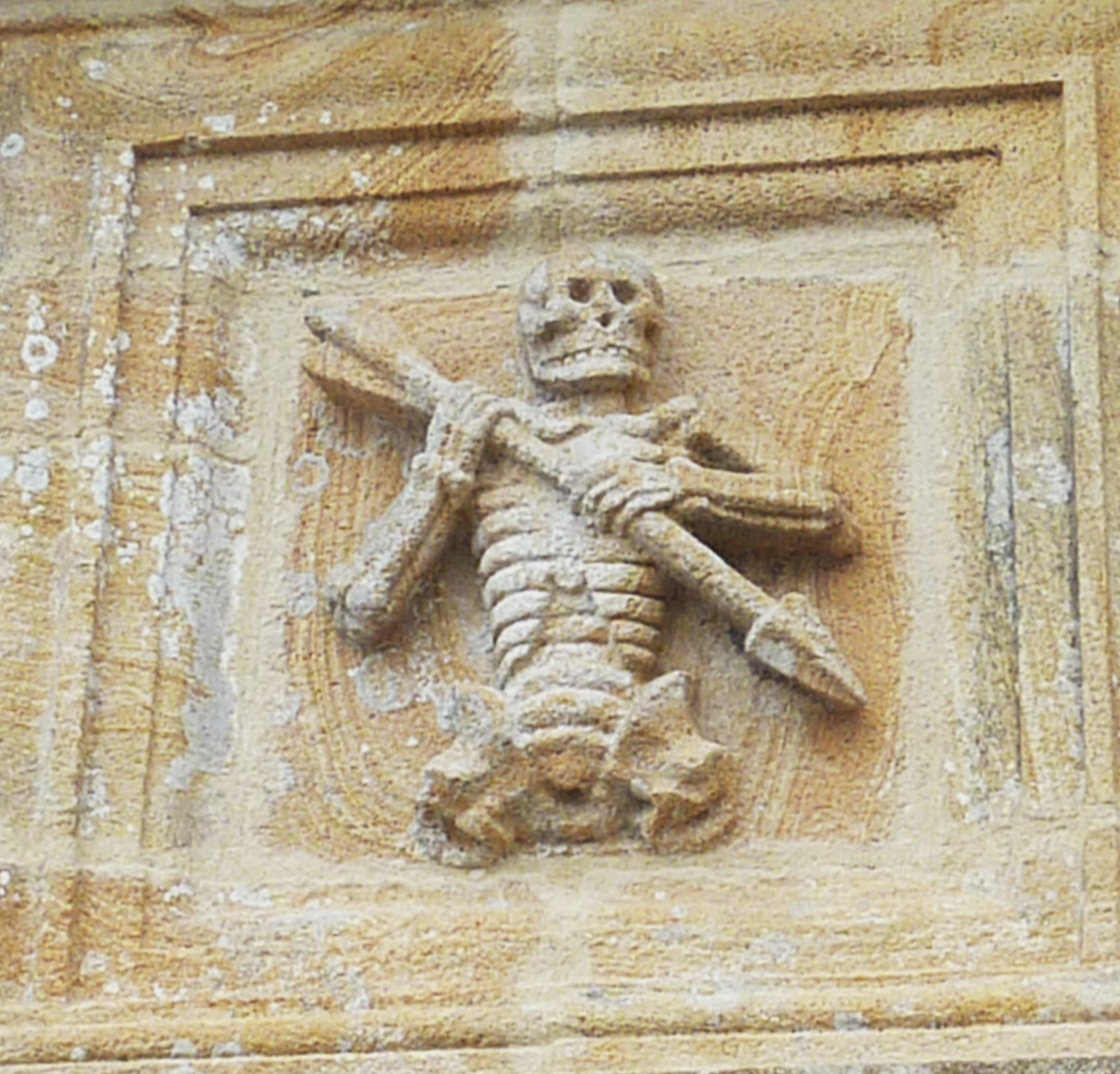
L'Ankou représenté sur l'ossuaire de Ploudiry.
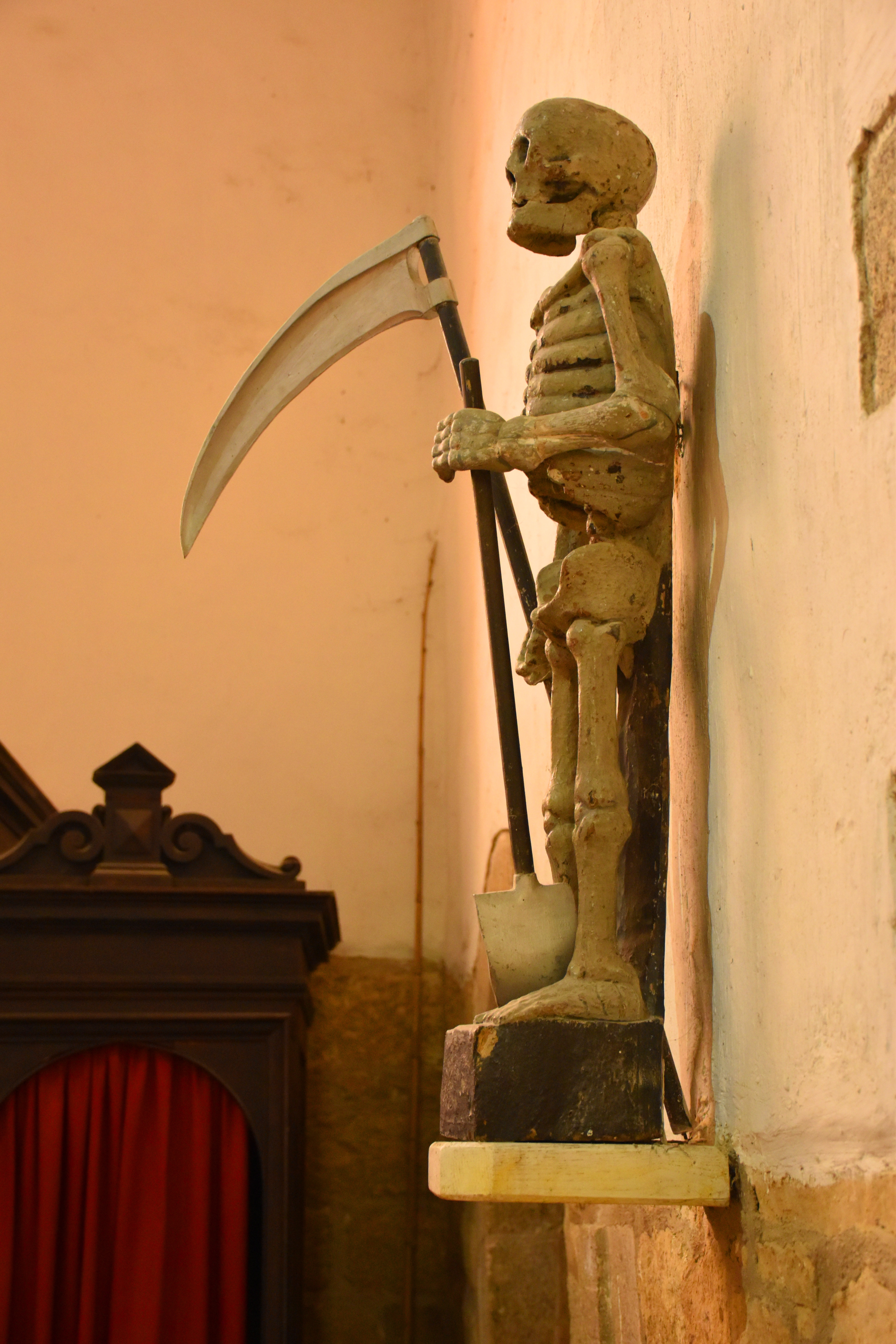
L'Ankou représenté dans église de Ploumilliau.
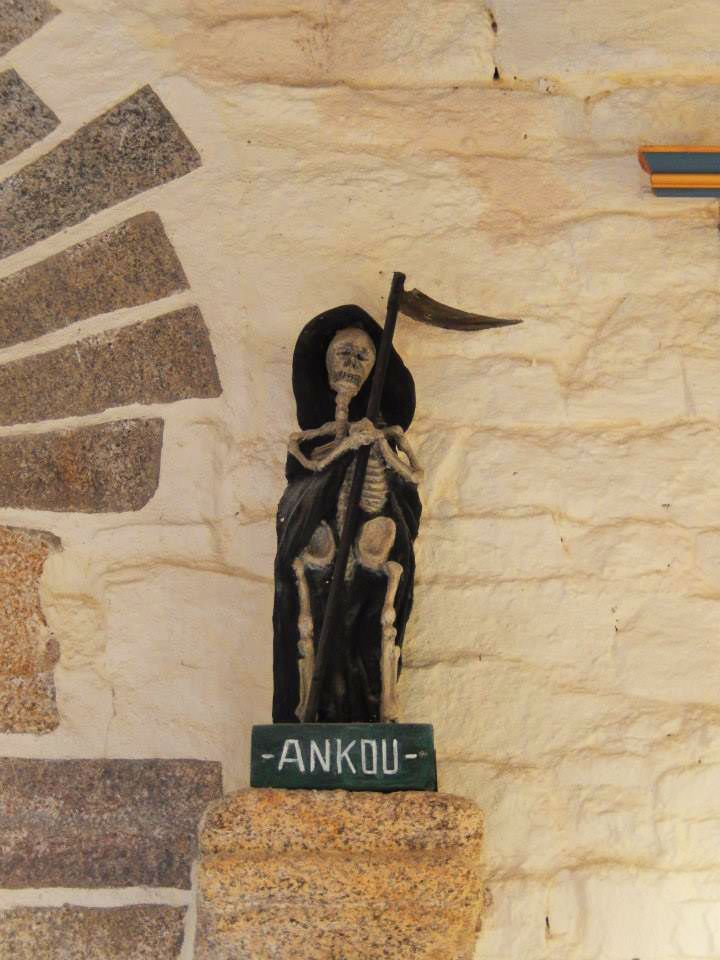
Ankou, représenté dans la chapelle de St Fiacre au Cabellou en Concarneau. Réalisé par Félix Le Fèvre.
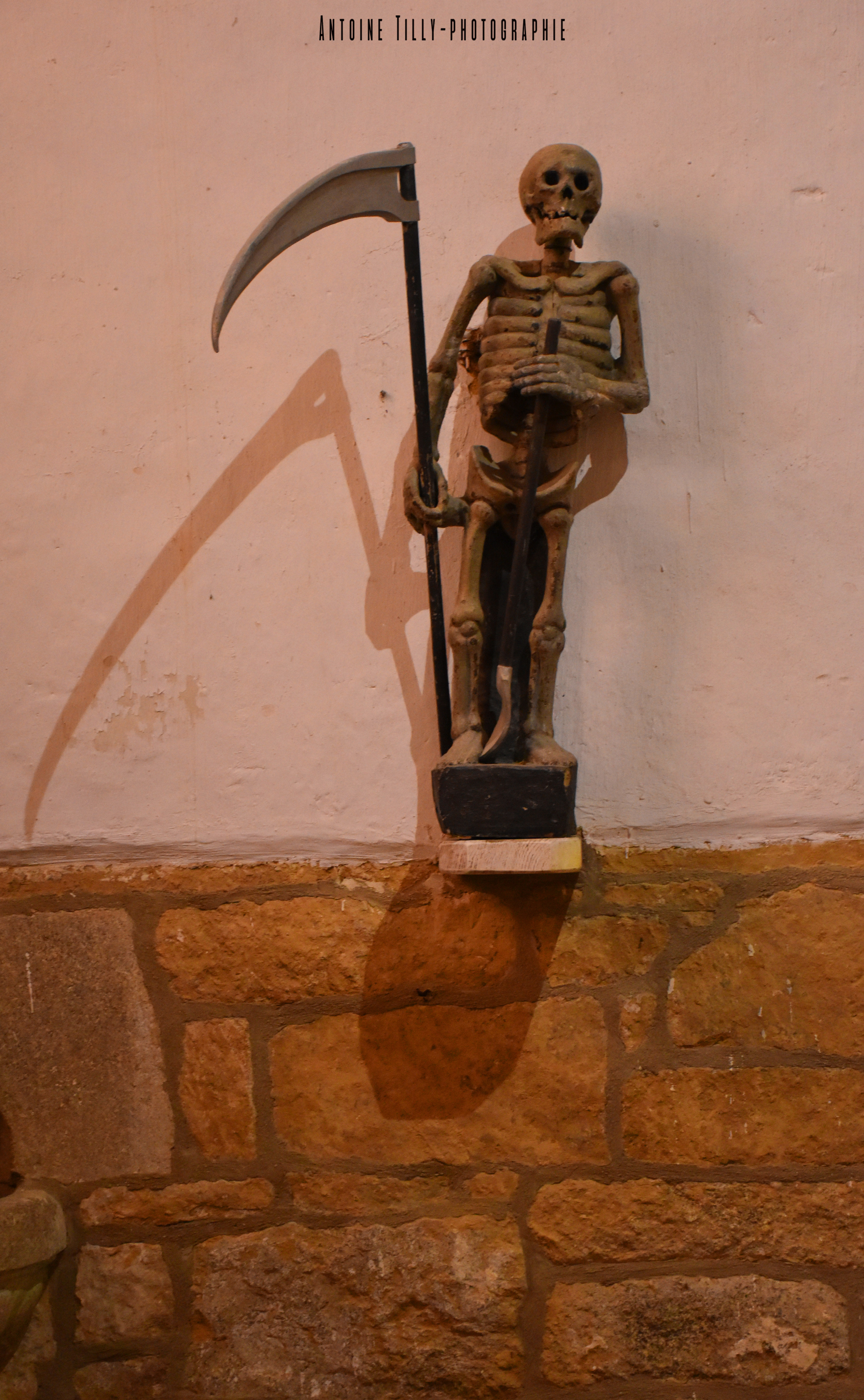
L'Ankou représenté dans église de Ploumilliau.
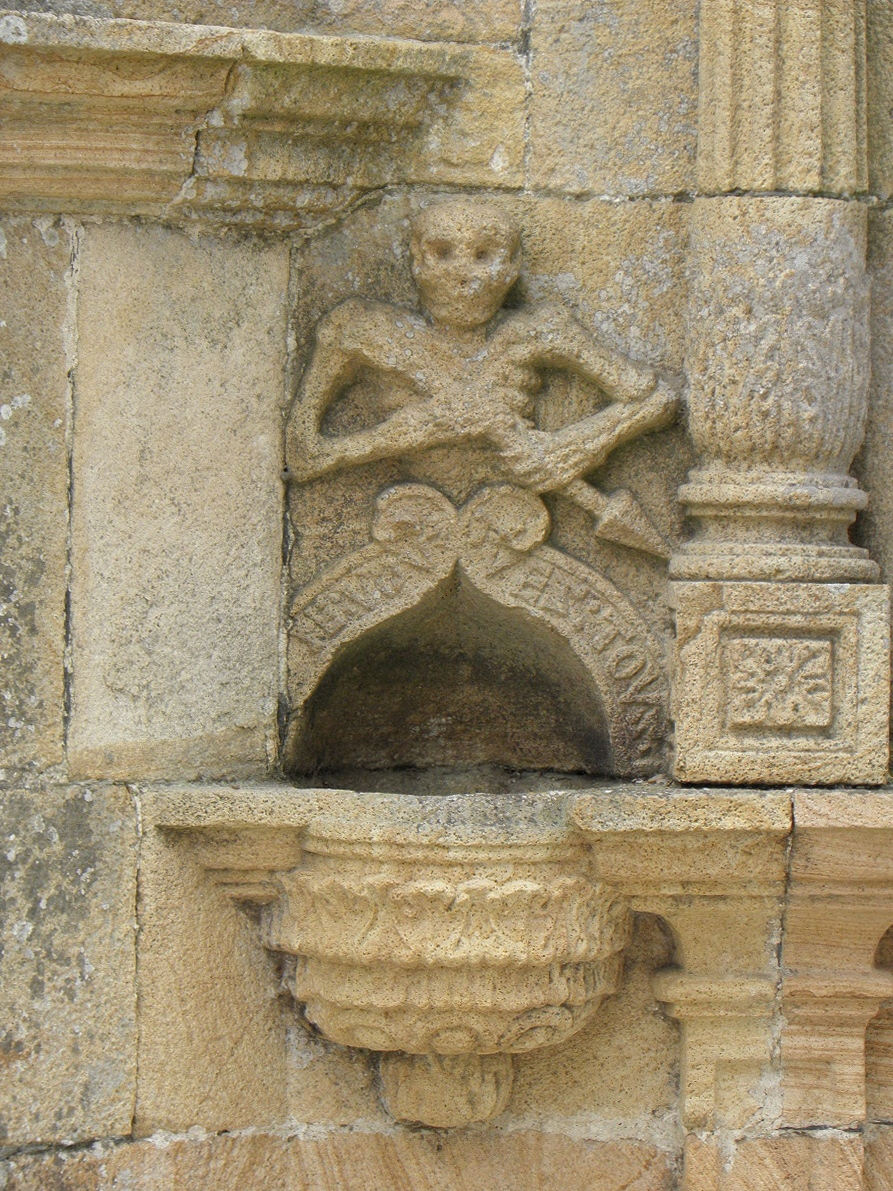
L'Ankou représenté sur l'ossuaire de La Roche-Maurice
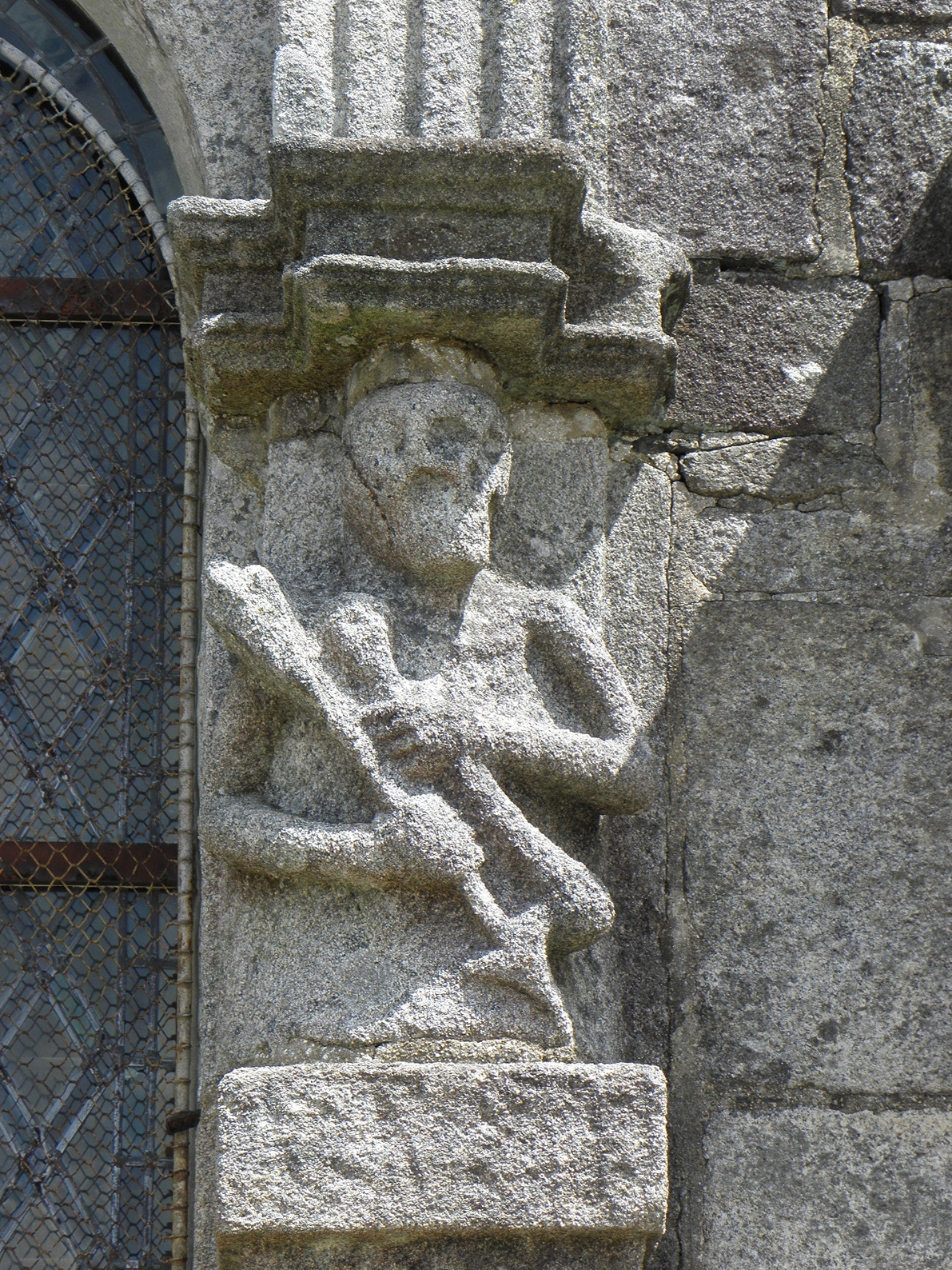
L'Ankou représenté sur la chapelle de Landivisiau.
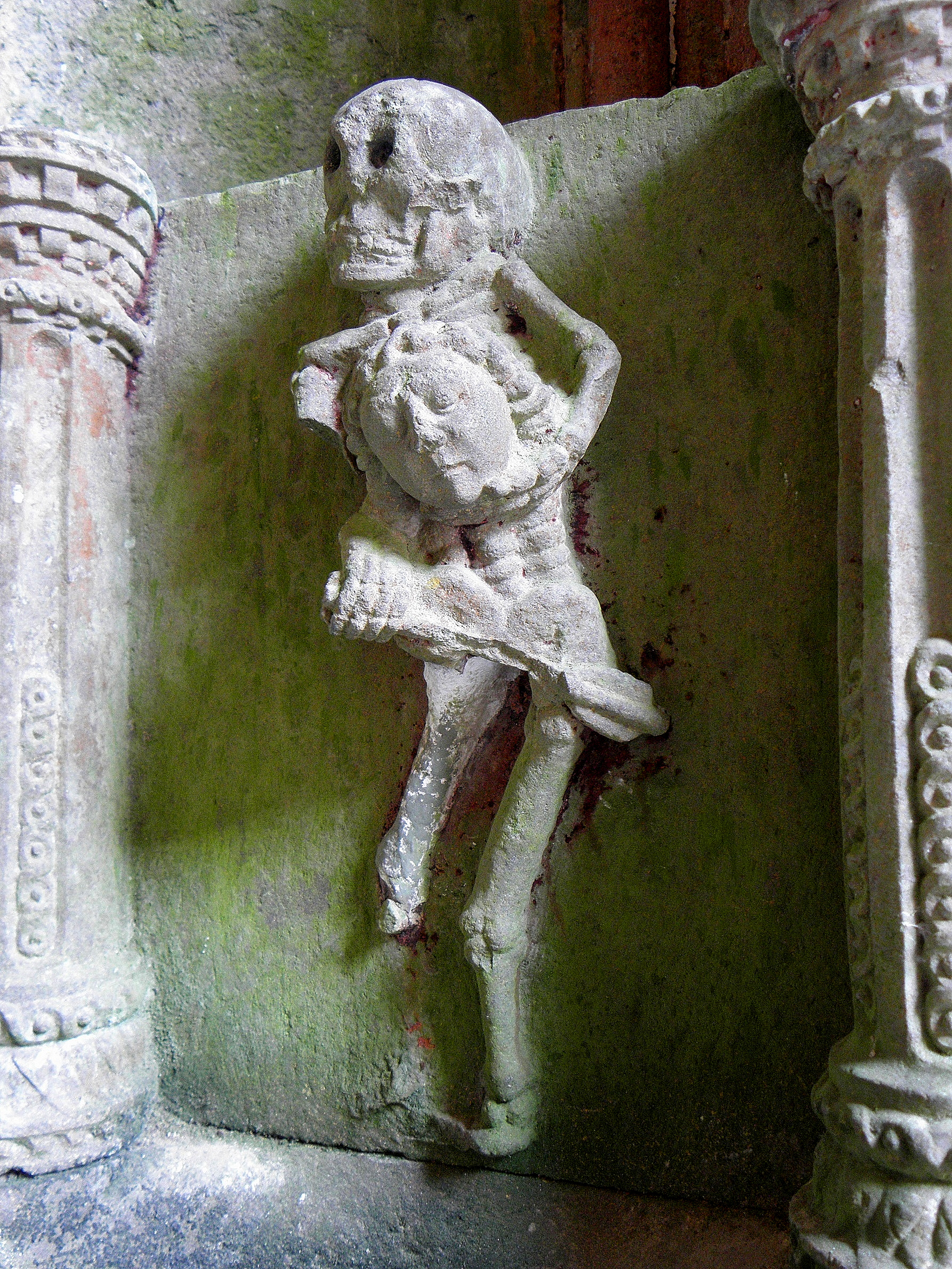
« Bénitier à l'Ankou » à La Martyre
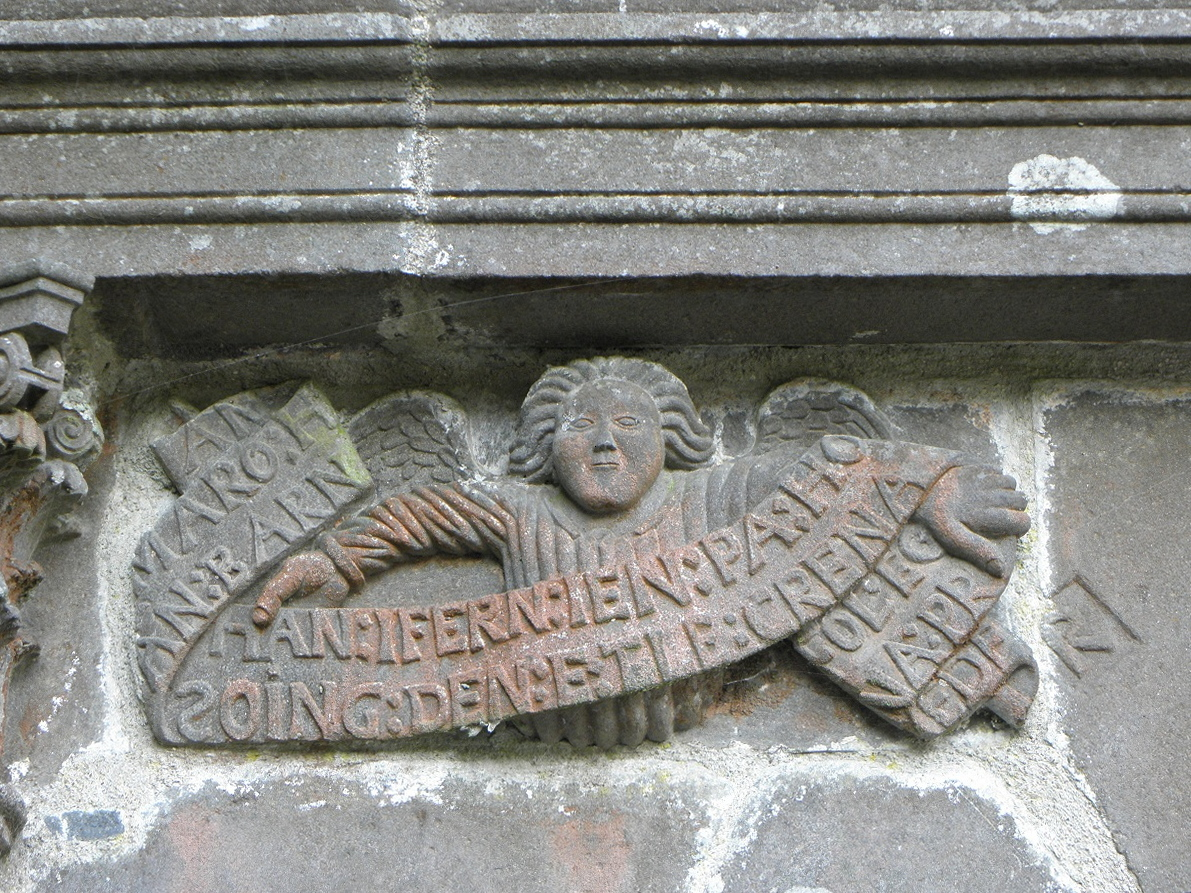
Inscription en breton au-dessus de la porte de l'ossuaire de La Martyre.

### Dans les films, séries et fiction
- Dans l'épisode 10 de la troisième saison de Kaamelott (L'Ankou), il est question principalement d'un Ankou, amical et bon vivant, qui demande l'aide des vivants pour transporter les morts car selon lui, c'est embêtant de les porter seul car ils sont trop lourds[12].
- Le film La Charrette fantôme (1939) de Julien Duvivier est une illustration romancée de l'Ankou.
- L'Ankou a une place importante dans le film Fleur de Tonnerre de Stéphanie Pillonca-Kervern, où il hante le personnage principal et le pousse à des crimes. Ce film est l’adaptation du roman du même nom de l’écrivain Jean Teulé.
- Dans la Série TV humoristique En Famille, racontant la vie quotidienne de la famille Le Kervelec, un épisode concerne l'Ankou (saison 5 de la série).
- Dans la série audio La Légende de l'Ankou, Naïde Lancieaux s'inspire d'Anatole Le Braz au travers de douze épisodes.
- Dans la série Meurtres à... la Pointe du Raz, il est question de la légende de l'Ankou. Saison 8 épisode 7.
- Dans la première saison de la série australienne Black Snow l'Ankou est cité dans une lettre enfermée dans une capsule temporelle[13].

### Dans la littérature
- La figure de l’Ankoù apparaît dans le troisième vers de l’ancienne gwerz « Bosenn Eliant » (la peste d’Eliant) figurant dans le Barzaz Breiz, recueil de chants traditionnels bretons collectés par Théodore Hersart de la Villemarqué.
- Une nouvelle de Claude Seignolle Les chevaux de la nuit dans le recueil Récits Cruels fait intervenir l'Ankou du nom d'Hervé Lenn "défunt depuis décembre".
- L'Ankou a tout faux roman policier de Yannick Gloaguen aux éditions Yoran Embanner (octobre 2012)
- L'Ankou apparaît dans le livre Les ombres de Kerohan de N.M Zimmermann sorti en 2016 où il tient un rôle important qui n'est cependant révélé qu'à la fin du livre.
- l'Ankou apparaît aussi en SF, dans le livre de Catherine Dufour, paru en 2001, Blanche-neige et les lance-missiles.

### Dans labande dessinée
- Une BD de Spirou a pour titre L'Ankou. Dessinée en 1978 par Fournier, c'est la seule BD de Spirou dessinée par lui qui ait été traduite et éditée aussi en breton. Elle s'appelle logiquement An Ankou. La traduction est de Loeiz Moulleg.
- L'Ankou apparaît également dans des BD se passant en Bretagne : Bout d'Homme. de Jean-Charles Kraehn, Alan de Serge Lindier, La douane volante de François Place, Bran Ruz, sur la route du fest-noz et de son kan ha diskan chantant la légende celtique de la ville d'Ys, La Forêt (2 tomes) de Vincent Perez...
- Aux éditions Soleil, la série Les Contes de l'Ankou propose de petites histoires en BD tournant autour de l'homme de main de la mort.
- Dans la bande dessinée Oggy et les Cafards (série Jack in the Box), Oggy sauve Jack de son voisin Bob le bouledogue, créé à partir des os Jack Ankou.
- Dans un épisode de Marion Duval (le mystère de l'Ankou), il est au cœur de l'intrigue et apparait à plusieurs reprises.
- Dans la bande dessinée Maliki, une des cristallisations du tome 6,ayant un pouvoir lié à l'éther, porte le nom d'Ankou.

### Mention dans lesjeux vidéo
- La saga des Final Fantasy évoque le nom de l'Ankou à trois reprises : dans l'épisode VIII, l'Ankou est le sort de mort, dans l'épisode IX, à travers les Piments Ankou, et dans l'épisode XII, où un ennemi particulièrement effrayant porte son nom.
- Dans un donjon de Sacred 2 situé dans les territoires des elfes, nombre d'épitaphes font mention de l'Ankou.
- L'Ankou est un personnage jouable de la version en ligne des Loups-garous de Thiercelieux. Il peut participer aux votes des habitants durant deux tours après sa mort, sans que les habitants ne connaissent son vote.
- Dans le jeu Diablo 3, le nécromancien possède un sort appelé "Faux Funeste" dont l'une des runes se nomme "Ankou"

### Musique

#### Chansons
- Hanter dro macabre, et L’Ankou, la libertine et le ménétrier deux chansons du groupe breton Tri Yann
- L’Ankou Marin, une chanson écrite, composée et interprétée par Michel Tonnerre
- L’ankou des marins de Dan Grall
- Rendez-vous avec l’Ankou du groupe Kalffa (album La Déferlante)
- L'Ankou, titre de la quatrième piste de l'album Gemme de Nolwenn Leroy, sorti en 2017.

- L'auteur-compositeur-interprète Denez Prigent y fait souvent référence dans ses Gwerz telles : Gwerz Kiev, Ar vamm lazherez (La mère qui tue, figurants sur son album Sarac'h), An trucher hag an Ankoù (Le tricheur et la Mort, figurant sur son album Ul liorzh vurzhudus), ou encore dans Geotenn ar marv (l'herbe de la Mort, un chant poétique contre les OGM).
- Il est fait mention de l'Ankou dans la chanson Le curé et les loups du groupe Manau, issue de l'album Panique celtique II, le village (2011).
- Hubert-Félix Thiéfaine l'évoque dans « Psychopompes, métempsychose et sportswear », chanson de l'album La Tentation du bonheur (1996).

#### Albums
- L'Ankou est le titre du troisième album studio de Melissmell (Discograph - PIAS ) publié en 2016.
- Breizh an Ankou - La Bretagne de l'Ankou, titre d'un album sorti en 2017 par le guitariste Jean-Charles Guichen, qui se produit à partir de 2015 avec un spectacle intitulé Le Solo de l'Ankou.

### Mentions dans des spectacles
- Omar et Fred, le spectacle de Omar et Fred (2006).
- An Ankou, spectacle qui représente ce personnage dans un univers assez lugubre et mystérieux.
- Kastell an Ankou de Francis Delemer

### Sport
L'Ankou est également le nom de l'équipe de Rennes de football américain existant depuis 2003.

### Légendes et dits
Les Bretons nomment la nuit de Noël « la nuit des Merveilles »[réf. souhaitée]. Au cours de cette nuit, durant la messe de minuit, l'Ankou a l'habitude de frôler de sa cape tous ceux qui ne passeront pas l'année[réf. souhaitée].